# Victor (Cognomen)
Victor (lateinisch: „Sieger“) sowie die davon abgeleiteten Victorinus und Victorianus sind römische Cognomen, die erst ab dem 1. Jahrhundert v. Chr. auftreten, sich dann jedoch stark ausbreiteten und ab dem 4. Jahrhundert auch als Beinamen der römischen Kaiser in Verwendung waren. Wahrscheinlich handelt es sich um keine originären Cognomen, sondern Agnomen, welche durch Vererbung und Adoption zu solchen wurden.

## Namensträger

### Victor
- Annius Victor, römischer Offizier, 2. Jahrhundert
- Decimus Caerellius Victor, römischer Offizier, 2. Jahrhundert
- Claudius Marius Victor († 425–450), römischer Dichter
- Flavius Victor († 388), 384–388 Mitkaiser des Magnus Maximus
- Flavius Victor, römischer Heermeister und Konsul 369
- Flavius Victor, römischer Konsul 424
- Gaius Iulius Victor, römischer Verfasser (möglicherweise gallischer Herkunft) von Handschriften über die Rhetorik, 4. Jahrhundert
- Iulius Victor, römischer Offizier, 3. Jahrhundert
- Marcus Licinius Victor, römischer Offizier, 2. Jahrhundert
- Publius Calpurnius Victor, römischer Offizier, 2. Jahrhundert
- Quintus Domitius Victor, Angehöriger des römischen Ritterstandes, 1. Jahrhundert
- Sextus Aurelius Victor (* um 320; † um 390), römischer Geschichtsschreiber
- Tabellius Victor, römischer Centurio, 2. oder 3. Jahrhundert
- Titus Minervius Victor, römischer Rhetoriker, 4. Jahrhundert
- Valerius Victor, römischer Offizier, 2. Jahrhundert

### Victorianus
- Flavius Victorianus, römischer Comes Africae zwischen 375 und 378

### Victorinus
- Ammonius Victorinus, römischer Offizier
- Gaius Aufidius Victorinus (Konsul 183) († um 185), römischer Politiker und Senator
- Gaius Aufidius Victorinus (Konsul 200), römischer Politiker und Senator
- Gaius Marius Victorinus (281/291–nach 363), römischer Rhetor und Gelehrter
- Lucius Iunius Victorinus Flavius Caelianus, römischer Statthalter, 2. Jahrhundert
- Marcus Aebutius Victorinus, römischer Centurio, 2. Jahrhundert
- Marcus Piavonius Victorinus (um 220–271), der römische Kaiser Victorinus
- Titus Flavius Victorinus, römischer Centurio, 2. oder 3. Jahrhundert
- Titus Furius Victorinus, Prätorianerpräfekt 160–168
- Victorinus, römischer Heerführer in Ägypten um 365
- Victorinus, römischer Konsul 282
- Victorinus, römischer Mosaizist des 3. Jahrhunderts
- Victorinus, letzter bekannter römischer Vicarius in Britannien, 5. Jahrhundert
- Victorinus, römischer Mosaizist des 5. Jahrhunderts, siehe Bictorianus